# NGC 3380
NGC 3380 is een balkspiraalstelsel in het sterrenbeeld Kleine Leeuw. Het hemelobject werd op 11 april 1785 ontdekt door de Duits-Britse astronoom William Herschel.

## Synoniemen
- UGC 5906
- MCG 5-26-12
- ZWG 155.15
- IRAS10454+2851
- PGC 32287